# Inekon Group
INEKON GROUP, a.s. je česká firma založená v roce 1990. Z počátečních obchodních aktivit se postupně rozrostla v obchodně-výrobní holding zaměřený na nákup, prodej, projektování a vlastní výrobu tramvají (včetně modernizací a dodávek náhradních dílů), výstavbu nebo rekonstrukci kolejových tratí, obchodování s chemickými, hutními a strojírenskými výrobky, vývoz investičních celků (například cementáren, elektráren, čistíren odpadních vod nebo zdravotnických zařízení) a poradenství a softwarové programy.
Skupina INEKON zaměstnává okolo 200 lidí. V prodeji zboží dosahuje obratu ve výši 1 miliardy korun, v jednotlivých oblastech své činnosti obsluhuje zákazníky z řady zemí Evropy, Asie i Ameriky. Součástí holdingu jsou firmy Inekon Group, Inekon Power a Druchema.
V roce 2018 zahájeno insolvenční řízení na návrh věřitele. Společnost v úpadku. 

## Tramvaje
Vyráběné typy
| Typ              | Roky výroby | Vyrobeno vozů | Dodávky                             |
| ---------------- | ----------- | ------------- | ----------------------------------- |
| Inekon 01 Trio   | 2002        | 12 kusů       | Ostrava, Olomouc                    |
| Inekon 12 Trio   | 2006        | 9 kusů        | Portland, Seattle, Washington, D.C. |
| Т8М-700IT Inekon | 2009        | 8 kusů        | Sofie                               |

Navržené typy
- Inekon 04 Superior – jednosměrná tříčlánková tramvaj; kapacita 324 osob, podíl nízkopodlažní části 64 %
- Inekon 11 Pento – jednosměrná pětičlánková tramvaj, která koncepčně vychází z vozu 01 Trio; kapacita 304 osob, podíl nízkopodlažní části 64 %